# Collegio plurinominale Toscana - 01 (Camera dei deputati 2017)
Il collegio elettorale plurinominale Toscana - 01 è stato un collegio elettorale plurinominale della Repubblica Italiana per l'elezione della Camera tra il 2017 ed il 2022.

## Territorio
Come previsto dalla legge elettorale italiana del 2017, il collegio era stato definito tramite decreto legislativo all'interno della circoscrizione Toscana.
Il collegio comprendeva la zona definita dai quattro collegi uninominali Toscana - 05 (Prato), Toscana - 06 (Pistoia), Toscana - 08 (Massa) e Toscana - 09 (Lucca).

## Dati elettorali

### XVIII legislatura
Come previsto dalla legge elettorale, 386 deputati erano eletti in 63 collegi plurinominali con ripartizione proporzionale a livello nazionale tra le coalizioni e le singole liste che avessero superato la soglia di sbarramento stabilita.
Nel collegio venivano eletti 11 deputati.
| Liste          | Liste                            | Proporzionale | Proporzionale | Proporzionale | Maggioritario | Maggioritario | Maggioritario |  |
| Liste          | Liste                            | Voti          | %             | Seggi         | Voti          | %             | Seggi         |  |
| -------------- | -------------------------------- | ------------- | ------------- | ------------- | ------------- | ------------- | ------------- |  |
|                | Lega                             | 123 470       | 19,88         | 1             | 228 528       | 36,80         | 4             |  |
|                | Forza Italia                     | 74 924        | 12,06         | 1             | 228 528       | 36,80         | 4             |  |
|                | Fratelli d'Italia                | 26 451        | 4,26          | 1             | 228 528       | 36,80         | 4             |  |
|                | Noi con l'Italia – UDC           | 3 683         | 0,59          | –             | 228 528       | 36,80         | 4             |  |
|                | Partito Democratico              | 157 554       | 25,37         | 2             | 180 513       | 29,07         | –             |  |
|                | +Europa                          | 15 060        | 2,42          | –             | 180 513       | 29,07         | –             |  |
|                | Italia Europa Insieme            | 5 055         | 0,81          | –             | 180 513       | 29,07         | –             |  |
|                | Civica Popolare                  | 2 844         | 0,46          | –             | 180 513       | 29,07         | –             |  |
|                | Movimento 5 Stelle               | 160 237       | 25,80         | 2             | 160 237       | 25,80         | –             |  |
|                | Liberi e Uguali                  | 22 580        | 3,64          | –             | 22 580        | 3,64          | –             |  |
|                | Potere al Popolo!                | 9 612         | 1,55          | –             | 9 612         | 1,55          | –             |  |
|                | CasaPound                        | 8 253         | 1,33          | –             | 8 253         | 1,33          | –             |  |
|                | Partito Comunista                | 5 767         | 0,93          | –             | 5 767         | 0,93          | –             |  |
|                | Il Popolo della Famiglia         | 3 174         | 0,51          | –             | 3 174         | 0,51          | –             |  |
|                | Italia agli Italiani (FN - MSFT) | 2 367         | 0,38          | –             | 2 367         | 0,38          | –             |  |
| Totale         | Totale                           | 621 031       | 100           | 7             | 621 031       | 100           | 4             |  |
|                |                                  |               |               |               |               |               |               |  |
| Schede bianche | Schede bianche                   | 5 827         | 0,91          |               |               |               |               |  |
| Schede nulle   | Schede nulle                     | 13 898        | 2,17          |               |               |               |               |  |
| Votanti        | Votanti                          | 640 756       | 75,17         |               |               |               |               |  |
| Elettori       | Elettori                         | 852 450       |               |               |               |               |               |  |

## Eletti

### Eletti nella quota proporzionale
Eletti nella coalizione di centro-sinistra (PD - +EUR - Insieme - CP)
     Eletti nella coalizione di centro-destra (Lega - FI - FdI - NcI-UDC)
| Collegio uninominale | Eletto | Eletto            | Partito |
| -------------------- | ------ | ----------------- | ------- |
| 5. Prato             |        | Giorgio Silli     | FI      |
| 6. Pistoia           |        | Maurizio Carrara  | FI      |
| 8. Massa             |        | Deborah Bergamini | FI      |
| 9. Lucca             |        | Riccardo Zucconi  | FdI     |

1. ↑  In data 06.05.2019 aderisce al gruppo misto, non iscritti; in data 10.05.2019 alla componente «Cambiamo! - 10 Volte Meglio»; in data 17.12.2019 torna nei non iscritti; in data 18.12.2019 aderisce alla componente «Noi con l'Italia-USEI-Cambiamo!-Alleanza di Centro»; in data 09.02.2021 torna nei non iscritti; in data 10.02.2021 aderisce alla componente Cambiamo!-Popolo Protagonista; in data 27.05.2021 a Coraggio Italia; in data 23.06.2022 torna nel gruppo misto, non iscritti; in data 28.06.2022 aderisce alla componente «Vinciamo Italia-Italia al Centro con Toti».
2. ↑  In data 19.11.2019 aderisce al gruppo Lega - Salvini Premier.

### Eletti nei collegi plurinominali
| Partito Democratico                | Movimento 5 Stelle                | Lega             | Forza Italia   | Fratelli d'Italia |
| ---------------------------------- | --------------------------------- | ---------------- | -------------- | ----------------- |
|                                    |                                   |                  |                |                   |
| Antonello Giacomelli Martina Nardi | Riccardo Ricciardi Gloria Vizzini | Guglielmo Picchi | Erica Mazzetti | Giovanni Donzelli |

1. ↑  Dimissionario in data 30.09.2020 (assume la carica di commissario per le infrastrutture e le reti dell'Autorità per le garanzie nelle comunicazioni); nella stessa data gli subentra Luca Sani.
2. ↑  In data 01.07.2019 aderisce al gruppo misto, non iscritti; in data 22.12.2020 alla componente «Centro Democratico - Italiani in Europa»; in data 04.03.2021 torna nei non iscritti.